# Philharmonie Stettin

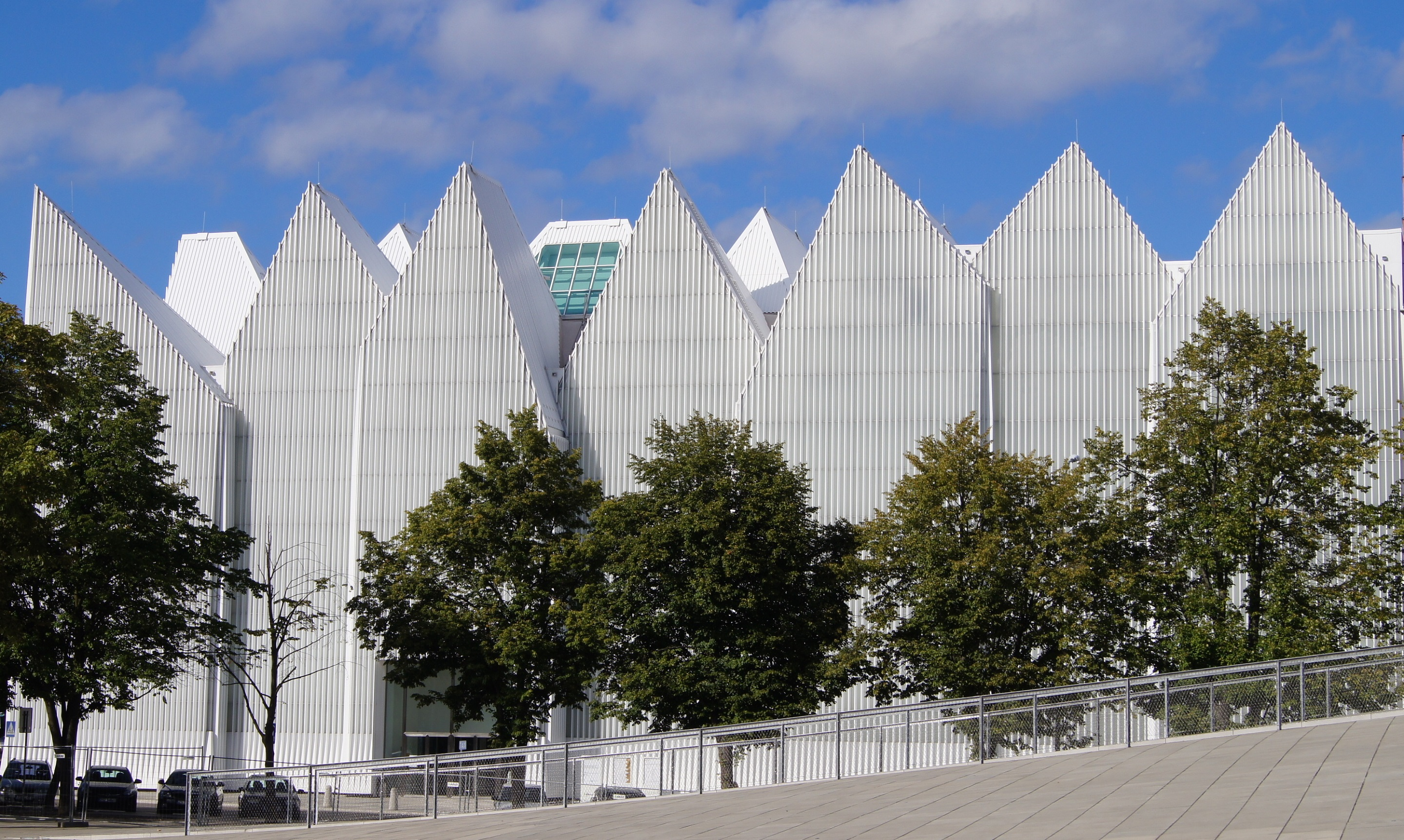
Mieczysław-Karłowicz-Philharmonie in Szczecin

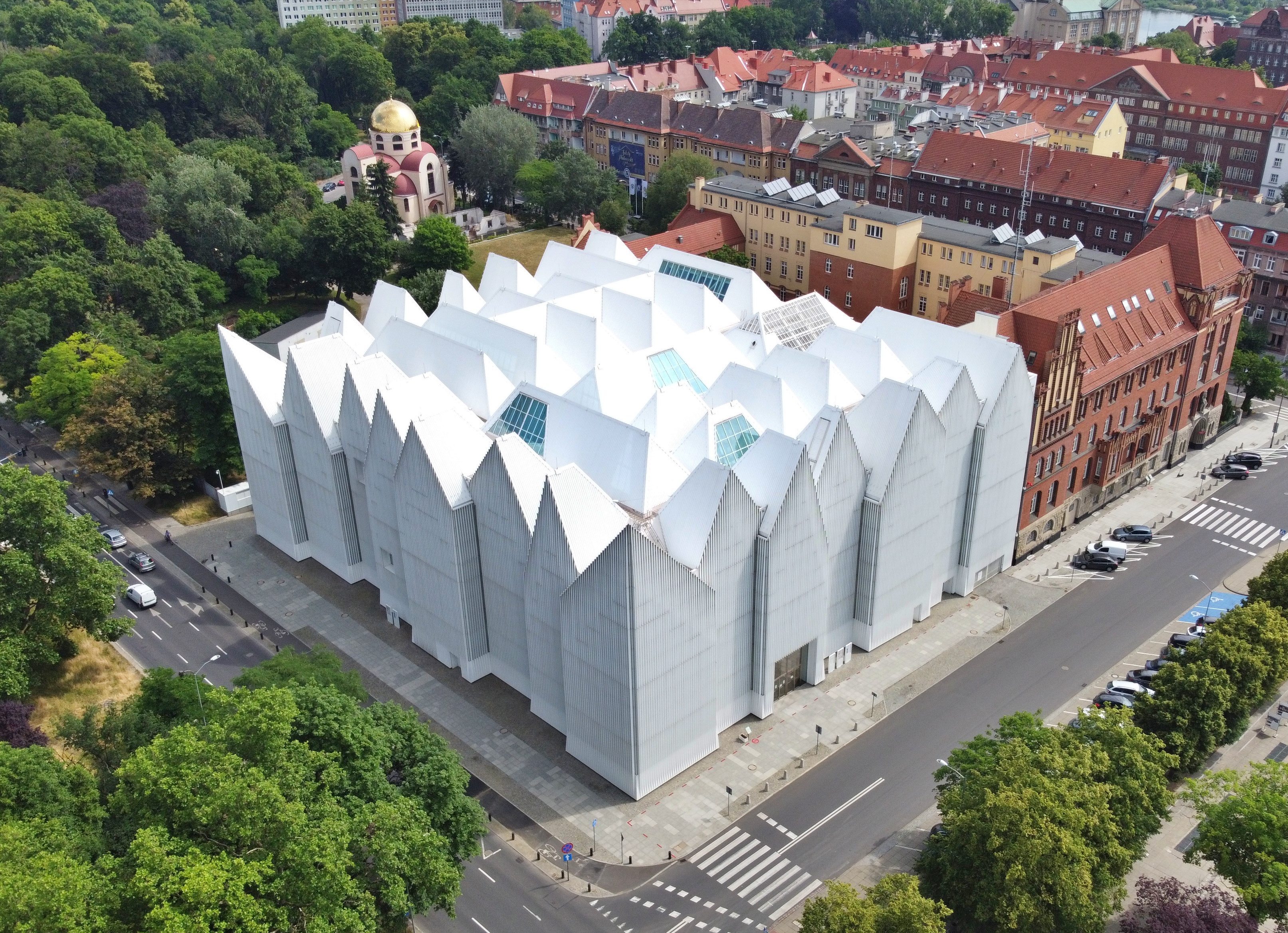
Luftaufnahme des Gebäudes

Die Mieczysław-Karłowicz-Philharmonie in Stettin (polnisch Filharmonia im. Mieczysława Karłowicza w Szczecinie) wurde 1948 gegründet. Das erste Konzert fand am 25. Oktober 1948 unter der Leitung von Felicjan Lasota statt.

## Geschichte
Die künstlerische Leitung übernahmen später Marian Obst und Marian Lewandowski, 1953 wurde Janusz Cegiełła zum Direktor ernannt. Seit 1958 trägt die Philharmonie den Namen des polnischen Komponisten Mieczysław Karłowicz.
Unter der Leitung von Józef Wiłkomirski (1957–1977) wurde die Anzahl der Musiker vergrößert. In diesem Zeitraum gab die Philharmonie auch Gastauftritte in Deutschland. Unter Stefan Marczyk (1977–1993) trat die Philharmonie oft in Deutschland auf, besuchte auch Dänemark, Bulgarien, Italien und die Sowjetunion.
Das Orchester spielte mit bekannten Solisten und Dirigenten, wie Krystian Zimerman, Piotr Paleczny, Adam Makowicz, Witold Małcużyński, Wiesław Ochman, Natalia Gutman und Jerzy Maksymiuk.
Die Stettiner Philharmonie nimmt am Usedomer Musikfestival teil, tritt in Berlin, Greifswald, Schwedt und Frankfurt an der Oder auf und gastiert beim Choriner Musiksommer.

## Konzerthaus
Die Philharmonie trat bis 2014 im Saal des Stettiner Rathauses auf. Das neue Gebäude entstand an der Stelle der 1962 abgebrochenen Ruine des von Franz Schwechten 1884 errichteten Konzerthauses. Vor der Philharmonie liegt der plac Solidarności mit dem Denkmal Engel der Freiheit und einem unterirdischen Ausstellungspavillon des Nationalmuseums.
Im April 2011 begann der Bau des neuen fünfgeschossigen Gebäudes mit zwei Konzertsälen mit 953 und 192 Plätzen. Auf der Bühne ist Raum für 120 Musiker und 110 Sänger vorgesehen. Am 14. September 2014 wurde das neue Gebäude feierlich eingeweiht. Am 8. Mai 2015 wurde das von den spanisch-italienischen Architekten Alberto Veiga und Fabrizio Barozzi entworfene Gebäude als das beste Bauwerk des Jahres 2014 mit dem Mies-van-der-Rohe-Preis ausgezeichnet.

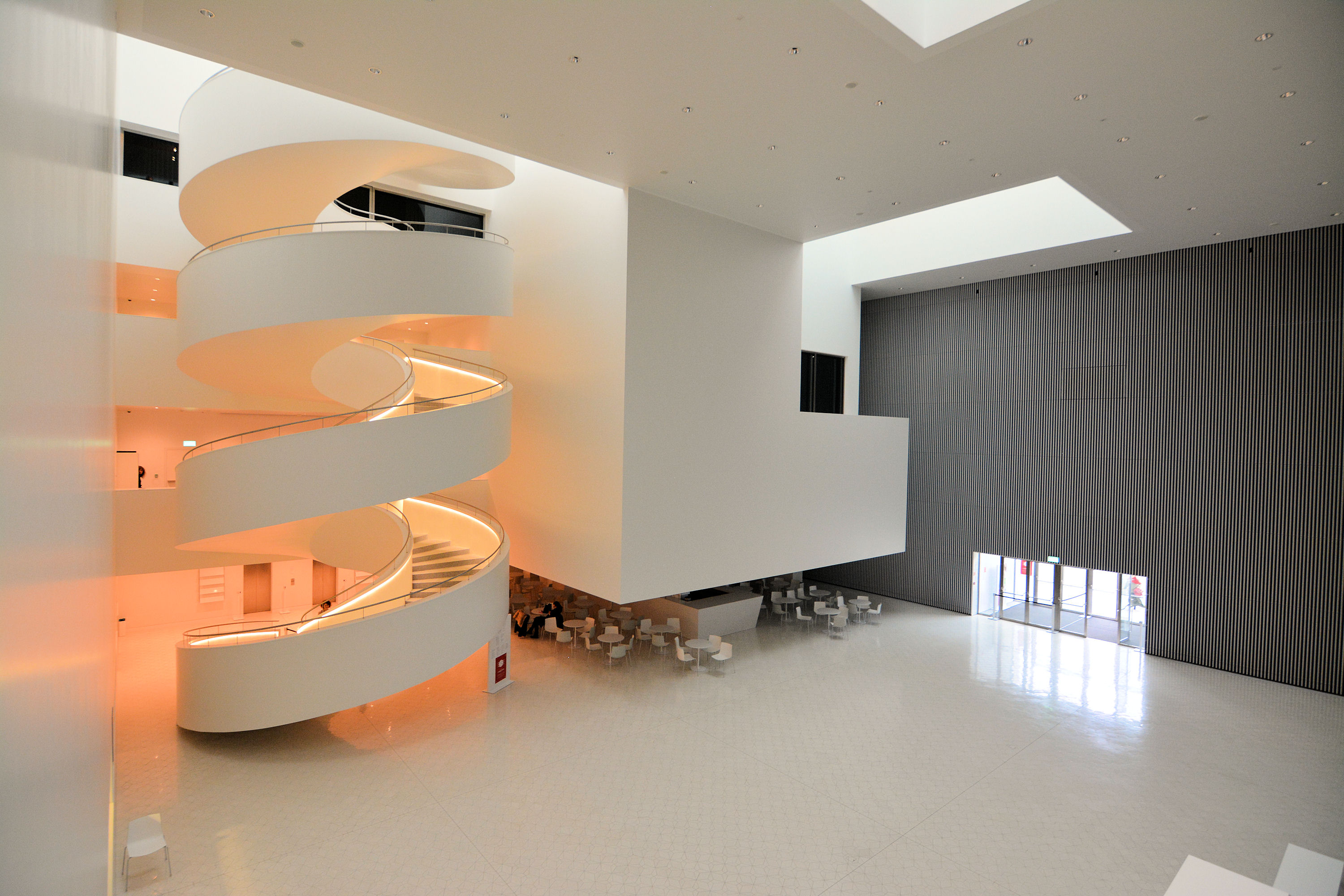
Eingangshalle
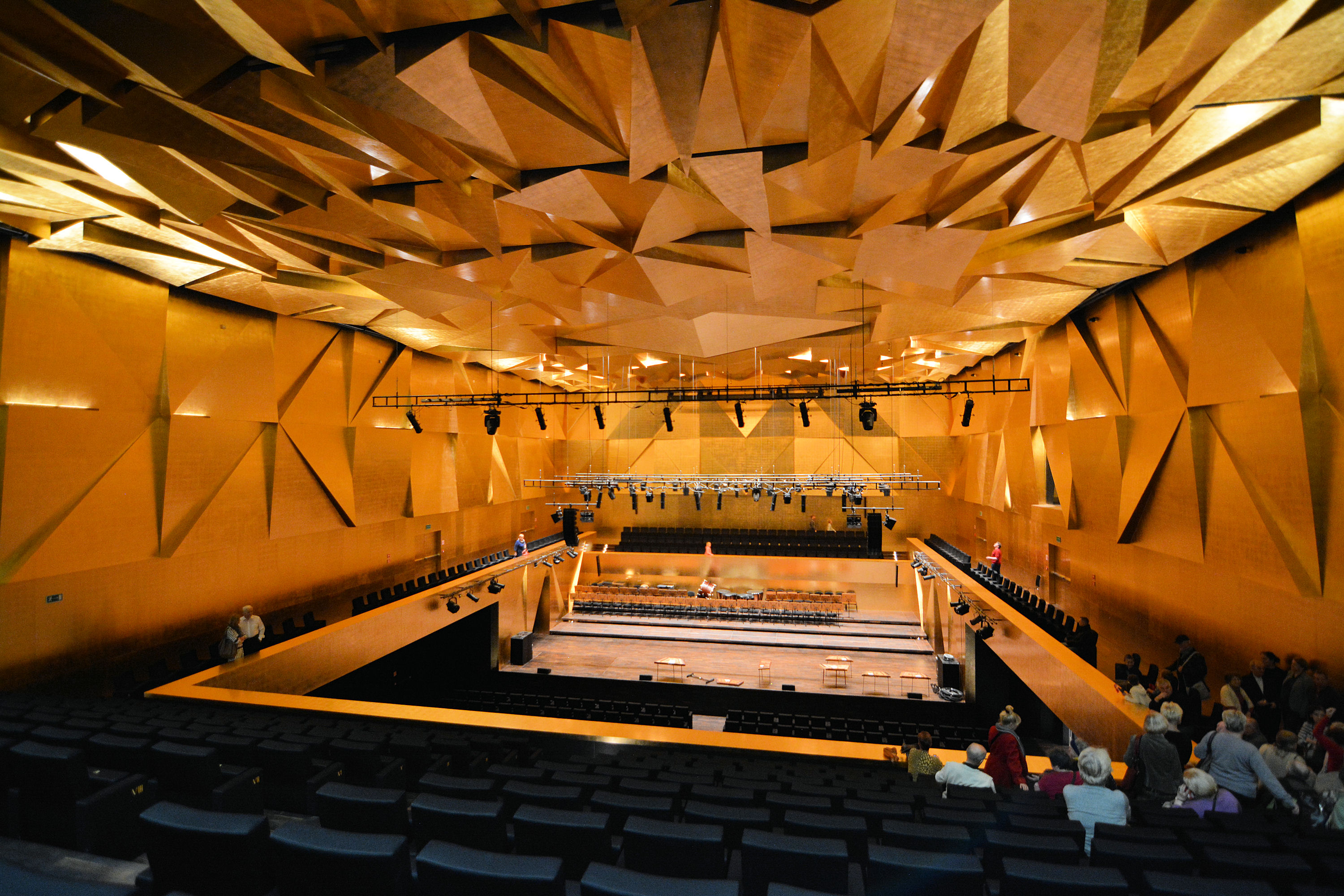
Konzertsaal
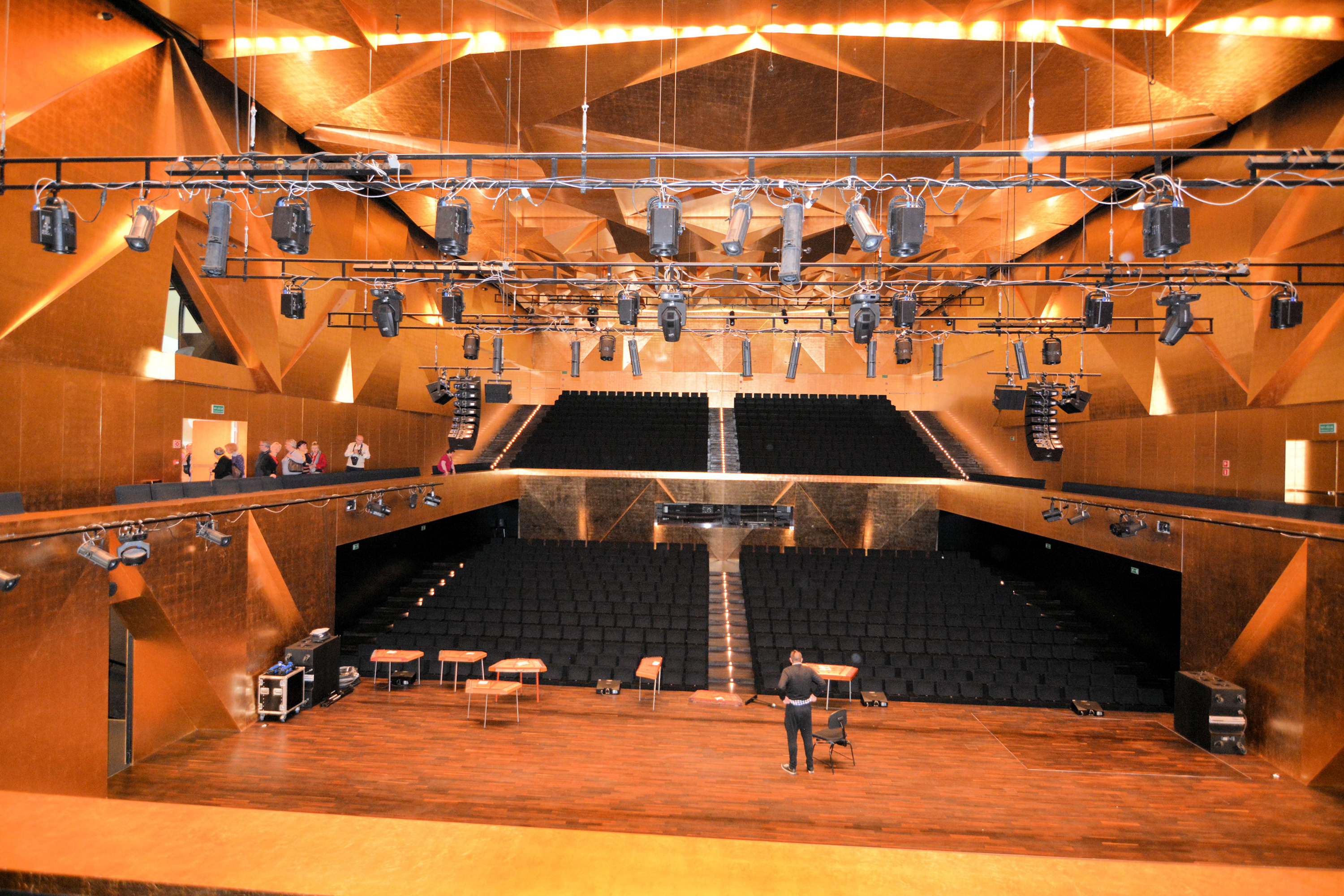
Zuschauerraum
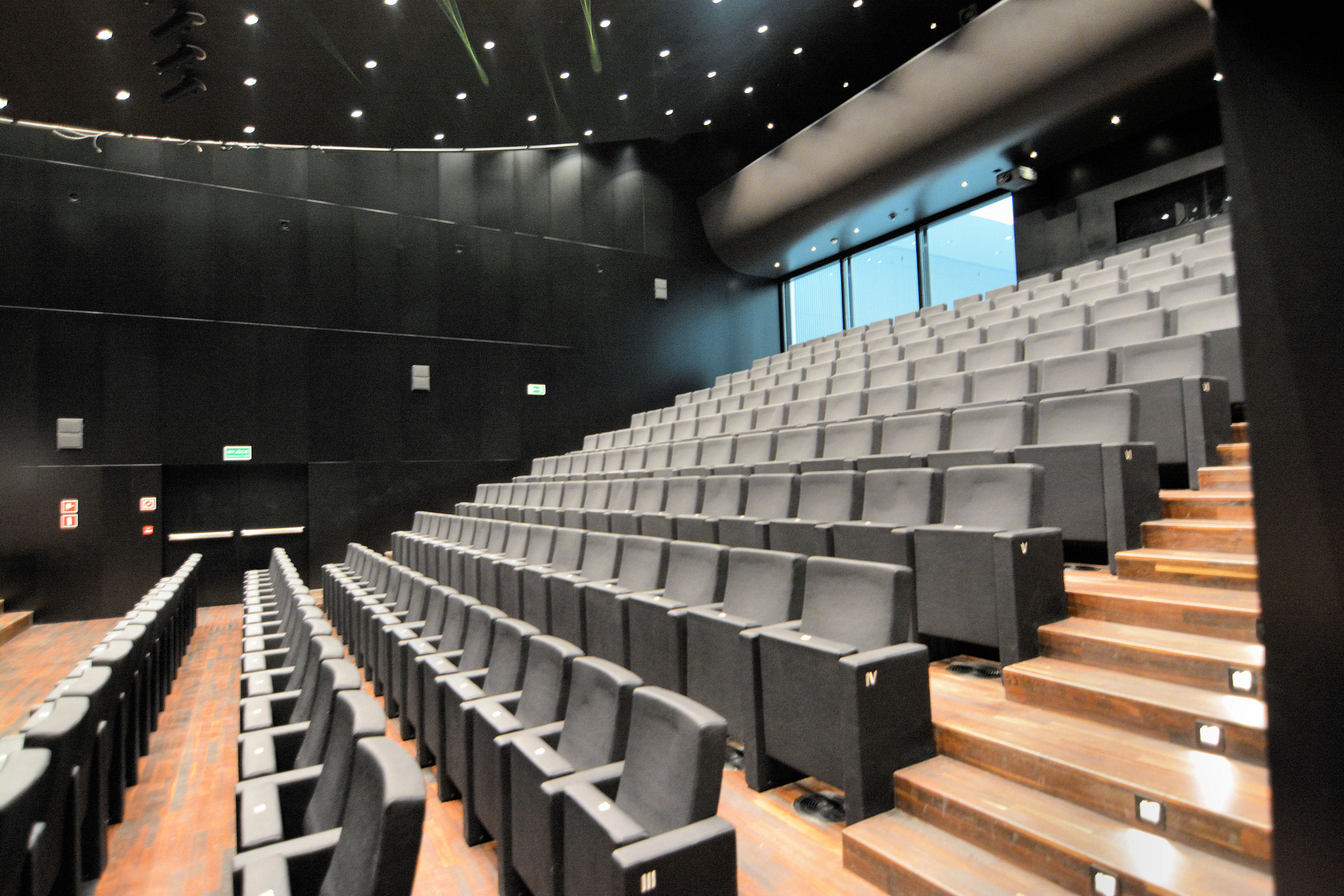
Kammermusiksaal